# Thám hiểm Polaris

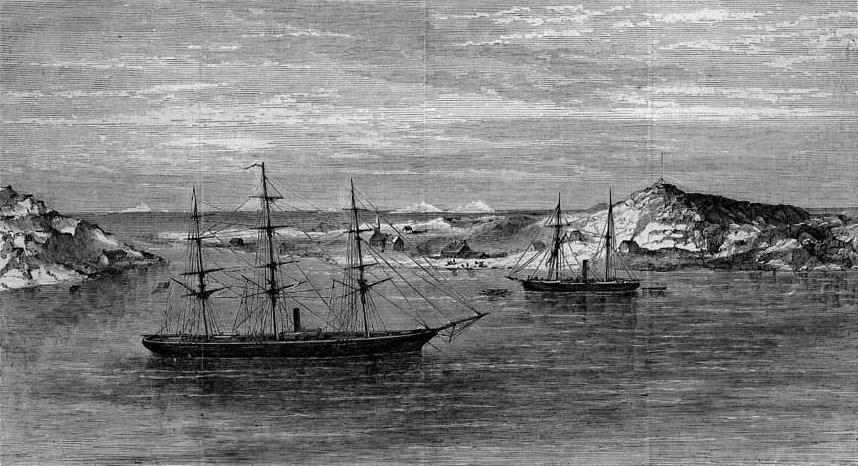
Đoàn tàu của đoàn thám hiểm Polaris

Đoàn thám hiểm Polaris (năm 1871) do Charles Mỹ Francis Hall dẫn đầu, dự định sẽ được đoàn thám hiểm đầu tiên tới Bắc Cực. Được chính phủ Hoa Kỳ tài trợ, nó là một trong những nỗ lực nghiêm túc đầu tiên ở Bắc Cực, sau đó sĩ quan hải quân Anh William Edward Parry, người năm 1827 đi đến vĩ độ 82 ° 45 'Bắc. Chuyến thám hiểm không đạt được mục tiêu chính của nó, đã gặp phải khó khăn do thái độ bất phục tùng, kém khả năng, và lãnh đạo tồi.
Dưới sự chỉ huy của Hall, đoàn thám hiểm Polaris khởi hành từ Thành phố New York vào tháng 6 năm 1871. Đến tháng 10, những người thám hiểm đã trú đông trên bờ phía bắc Greenland, chuẩn bị cho chuyến đi tới Bắc Cực. Hall quay trở lại con tàu từ một cuộc hành trình sledging thăm dò, và nhanh chóng phát bệnh bệnh. Trước khi qua đời, ông cáo buộc các thành viên của đoàn bị đầu độc ông. Một cuộc khai quật tử thi của ông vào năm 1968 tiết lộ rằng ông đã ăn phải một lượng lớn asen trong hai tuần cuối cùng của cuộc đời mình.
Thành tích đáng chú ý của đoàn thám hiểm là họ đã đến được vĩ độ 82 ° 29' độ vĩ bắc bằng tàu thủy, là một kỷ lục lúc đó. Trên đường về phía nam, 19 thành viên của đoàn thám hiểm đã tách ra khỏi tàu và dạt vào một tảng băng trong sáu tháng, 1.800 dặm (2.900 km) trước khi được cứu thoát. Con tàu Polaris bị hư hỏng đã mắc cạn và đắm gần Etah, Greenland, vào tháng 10 năm 1872. Những người còn lại đã có thể sống sót qua mùa đông, và đã được cứu sống vào mùa hè sau. Một ban điều tra hải quân của cuộc điều tra cái chết của Hall, nhưng đã không bao giờ có cáo buộc đối với ai.